# Krzysztof Raczkowski
Krzysztof Raczkowski (Kętrzyn, 29 de outubro de 1970 – Olsztyn, 18 de agosto de 2005), mais conhecido como Docent, foi um baterista polonês conhecido por suas contribuições nas bandas Vader, Dies Irae, Moon, Slashing Death, Hunter e Sweet Noise. Faleceu em 18 de Agosto de 2005 vítima de um ataque cardíaco.

## Discografia
- Vader - The Ultimate Incantation (1993, Earache Records)
- Vader - De Profundis (1995, Impact Records)
- Vader - Black to the Blind (1997, Impact Records)
- Vader - Litany (2000, Metal Blade Records)
- Vader - Revelations (2002, Metal Blade Records)
- Slashing Death - Live at Thrash Camp (1988, demo)
- Slashing Death - Irrevocably & With No Hope (1989, demo)
- Slashing Death - Kill Me 'Coz I Can't Stop (1990, demo)
- Sweet Noise - Getto (1996)
- Moon - Daemon's Heart (1997)
- Black Altar - Na uroczysku (1998)
- Christ Agony - Elysium (1999)
- Tower - Mercury (1999)
- Dies Irae - Immolated (2000)
- Dies Irae - The Sin War (2002)
- Sweet Noise - Revolta (2003)
- Dies Irae - Sculpture of Stone (2004)
- Sweet Noise - The Triptic (2007)
- Atrocious Filth - Atrocious Filth (2008)

## Videografia
- Vader - Vision and Voice (1998, VHS)
- Vader - More Vision and the Voice (2002, DVD)
- Vader - Night of the Apocalypse (2005, DVD)
- Dies Irae - The Art of an Endless Creation (2009, DVD)